# Nöthnitz
Nöthnitz är en Ortsteil i Bannewitz, strax söder om Dresden i Sachsen, Tyskland. I Nöthnitz finns det en renässansslottet med samma namn.